# Kilomberograszanger
De kilomberograszanger (Cisticola bakerorum) is een vogel uit de familie Cisticolidae die endemisch is in Tanzania. De vogel werd in 2021 voor het eerst geldig beschreven samen met een andere nieuwe soort graszanger (C. anderseni ). Al in de jaren 1980 bestond het vermoeden dat er nieuwe soorten graszangers voorkomen in de overstromingsgebieden van de rivier de Kilombero in het zuidelijk deel van Midden-Tanzania.

## Leefgebied en status
Het leefgebied van de kilomberograszanger ligt in meer natte gebieden met een rietvegetatie. Voor beide nieuwe vogelsoorten geldt dat het leefgebied wordt aangetast door intensivering van de landbouw. De soortauteurs pleiten voor opname als bedreigde soorten op de Rode Lijst van de IUCN.